# Аборигени
 Тази статия е за коренното население на Австралия.  За коренното население на Централна Италия вижте Аборигени (Древен Рим).  За общия смисъл вижте туземец.
Аборигените са първите заселници на Австралийския континент, продължаващи да съществуват като самостоятелна група и след нашествието на европейците.
Аборигените се заселват в Австралия преди повече от 40 хил. г., водейки много изолиран живот. Европейците пристигат на техните земи през XVII век и ги прогонват от там. Днес много от тях се чувстват маргинализирани от белите, но въпреки това се опитват да запазят своята племенна идентичност.

## История
Аборигените са пристигнали в Австралия по време на последния ледников период. Тогава нивото на океана било ниско и те са дошли от Югоизточна Азия, придвижвайки се по провлаците и протоците. Когато ледът се стопил, нивото на водата се повишило и континентът останал напълно изолиран. В началото аборигените се настанявали край бреговете на океана или край реките, а по-късно се преместили във вътрешността на континента. Когато пристигнали в Австралия, европейците заварили около 500 различни племена.

## Начин на живот
По традиция аборигените се прехранват с лов. Те са номади – след като изминавали известно разстояние, се установяват за кратко до водоеми; отново потеглят, когато се изчерпват хранителните им запаси.

## Култура
Аборигените живеят из цяла Австралия, но в сравнение с другите райони най-голяма е концентрацията им в Северната територия. При идването на европейските заселници по австралийските крайбрежия всяко от многобройните аборигенски племена имало своя самобитна култура. Смята се, че днес съществуват около 250 различни аборигенски езика и диалекта. Съвременните аборигени водят полуномадски начин на живот – събират семена, плодове и корени, занимават се с лов и риболов.
Аборигенската култура е много богата и включва традиционно изобразително изкуство, народни приказки, музика, танци.

### Мит за Златната епоха
Аборигените вярват, че Златната епоха (времето на сънищата) е времето, когато прадедите им са изваяли земята и са създали всички животински видове и хората. Смятат, че тези първи създания живеят вечно като духове. Според тези вярвания човекът е част от природата и е тясно свързан с останалите живи същества. Рисунки на духовете от времето на сънищата (ачеринга), като този за Човекът-светкавица, покриват свещените скали и пещери на територията на племената.

### Мит за Улуру (Скала Ейърс)
Аборигените вярват, че прадедите им са създали природата на Австралия и са поставили началото на обичаи и традиции, спазвани и днес. Прадедите са оставили следи от присъствието си в много свещени места като Улуру в Централна Австралия. Мястото се почита като светилище от местния народ аранда. Наречено е Скала Ейърс от първия неабориген, достигнал до скалата. През 1988 г. правителството на Австралия официално възстановява традиционното аборигенското име на скалното образувание – „Улуру“.

## Съжителство
Въпреки че първите европейци достигат Австралия в началото на XVII век, масираното европейско заселване започва в Австралия около 200 г. по-късно, през 1788 г., като постепенно измества племената на аборигените от техните територии. Броят на аборигените в Австралия е около 400 хил. души или 2% от населението. Мнозина от тях живеят в градовете. Те започват да се възползват от помощта на правителството и да защитават своите граждански права.

### Права върху земята
Когато европейците пристигнали в Австралия, те обявили земята за Terra Nullius, т.е. че тя не принадлежи на никого и че те имат правото да я завземат. В последно време аборигените водят кампания за възвръщане на правата си върху загубените територии и свещени места. През 1993 г. австралийското правителство отменя своята политика на Terra Nullius.

### Образование
Още от ранните контакти с европейците езиците на аборигените излизат от употреба и започват да отмират. През 1972 г. правителството въвежда двуезична образователна програма. Децата днес се обучават на своите племенни езици, преди да научат английски език. На много от езиците на аборигените се издават книги и се излъчват радио- и телевизионни програми.